# Рівняння Ейлера — Лагранжа
Рівняння Ейлера — Лагранжа (у фізиці також рівняння Лагранжа — Ейлера або рівняння Лагранжа) є основними формулами варіаційного числення, з допомогою яких шукаються стаціонарні точки і екстремуми функціоналів. Зокрема ці рівняння широко використовуються в задачах оптимізації, і, разом з принципом стаціонарності дії, використовуються для обчислення траєкторій в механіці. 
Використання рівнянь Ейлера — Лагранжа для знаходження екстремуму функціоналу в деякому сенсі є аналогічним використанню теореми Ферма, яка стверджує, що лише в точці, де перша похідна функції рівна нулю, диференційовна функція може мати екстремум (в разі функцій кількох змінних нулю має бути рівний градієнт функції). Точніше кажучи, це пряме узагальнення відповідної формули на випадок функціоналів — функцій нескінченновимірного аргументу.
Рівняння були отримані Леонардом Ейлером і Жозефом-Луї Лагранжа в 1750-их роках.

## Твердження
Нехай задано функціонал
{\displaystyle J=\int \limits _{a}^{b}F(x,f(x),f'(x))\,dx.}
з підінтегральною функцією {\displaystyle F(x,f(x),f'(x))}, для якої всі часткові похідні є неперервними. Дана функція називається функцією Лагранжа або лагранжіаном. 
Розглянемо тепер простір диференційовних на {\displaystyle [a,b]\subset \mathbb {R} } функцій, для яких також виконуються граничні умови {\displaystyle f(a)=a_{0},\;f(b)=b_{0}.}
Якщо цей функціонал досягає екстремуму на деякій функції {\displaystyle f}, то для неї має виконуватися звичайне диференціальне рівняння
{\displaystyle {\frac {\partial F}{\partial f}}-{\frac {d}{dx}}{\frac {\partial F}{\partial f'}}=0,}
яке називається рівнянням Ейлера — Лагранжа разом із відповідними граничними умовами.

## Приклади
Розглянемо стандартний приклад: знайти найкоротший шлях між двома точками площини. Розв'язком задачі, очевидно, є відрізок, що з'єднує ці точки. Спробуємо отримати його за допомогою рівняння Ейлера — Лагранжа. Нехай точки, які треба з'єднати, мають координати {\displaystyle (a,c)} і {\displaystyle (b,d)}. Тоді довжина шляху {\displaystyle y(x)}, що з'єднує ці точки, може бути записана наступним чином:
{\displaystyle L=\int \limits _{a}^{b}{\sqrt {1+\left({\frac {dy}{dx}}\right)^{2}}}dx.}
Рівняння Ейлера — Лагранжа для цього функціоналу має вигляд:
{\displaystyle {\frac {d}{dx}}{\frac {\partial }{\partial y'}}{\sqrt {1+\left({\frac {dy}{dx}}\right)^{2}}}=0,}
звідки отримуємо, що
{\displaystyle {\frac {dy}{dx}}=C\Rightarrow y=Cx+D.}
Таким чином, отримуємо пряму лінію. З огляду на, що {\displaystyle y(a)=c}, {\displaystyle y(b)=d}, отримуємо розв'язок: відрізок, що з'єднує точки.

## Багатовимірні варіації
Існує також кілька багатовимірних варіантів рівнянь Ейлера — Лагранжа.
- Якщо {\displaystyle q(t)} — крива в {\displaystyle n}-вимірному просторі, то на ній досягається екстремум функціоналу

{\displaystyle J=\int \limits _{t1}^{t2}L(t,q(t),q'(t))\,dt}
тільки якщо виконуються умови
{\displaystyle {\frac {d}{dt}}{\frac {\partial L}{\partial q'_{k}}}-{\frac {\partial L}{\partial q_{k}}}=0} {\displaystyle \forall k=1,2,\dots n.}
У фізичних застосуваннях коли {\displaystyle L} є лагранжіаном (мається на увазі лагранжіан деякої фізичної системи; тобто якщо J — дія для цієї системи), ці рівняння — (класичні) рівняння руху такої системи. Це твердження може бути прямо узагальнено і на випадок нескінченновимірного q.
- Інше багатовимірне узагальнення одержується при розгляді функції {\displaystyle n} змінних. Якщо {\displaystyle \Omega } — будь-яка, в даному випадку n-вимірна, поверхня, то

{\displaystyle J=\int \limits _{\Omega }L(f,x_{1},\dots ,x_{n},f_{x_{1}},\dots ,f_{x_{n}})\,d\Omega ,}
де {\displaystyle x_{i}=x_{1},x_{2},x_{3},\dots ,x_{n}} — незалежні координати, на функції {\displaystyle f=f(x_{1},x_{2},x_{3},\dots ,x_{n})}, {\displaystyle f_{x_{i}}\equiv {\frac {\partial f}{\partial x_{i}}}},
досягається екстремум функціонала тільки тоді коли {\displaystyle f} задовольняє рівняння з частинними похідними
{\displaystyle {\frac {\partial L}{\partial f}}-\sum _{i=1}^{n}{\frac {\partial }{\partial x_{i}}}{\frac {\partial L}{\partial f_{x_{i}}}}=0.}
Якщо {\displaystyle n=2} і {\displaystyle L} — функціонал енергії, то ця задача називається «мінімізацією поверхні мильної плівки».
- Очевидна комбінація двох описаних вище випадків використовується для отримання рівнянь руху розподілених систем, таких як фізичні поля, коливання струни або мембрани тощо.

Зокрема, замість статичного рівняння рівноваги мильної плівки, наведеного як приклад у попередньому пункті, маємо в цьому випадку динамічне рівняння руху такої плівки (якщо, звичайно, записати для неї дію, тобто кінетичну і потенційну енергію).

## Історія
Рівняння Ейлера  Лагранжа було отримано в 1750-х роках Ейлером і Лагранжем при розв'язуванні задачі про ізохрону. Це проблема визначення кривої, по якій важка частка потрапляє в фіксовану точку за фіксований час, незалежно від початкової точки.
Лагранж розв'язав цю задачу в 1755 році і відіслав розв'язок Ейлеру. Розвинутий згодом метод Лагранжа і застосування його в механіці призвело до формулювання лагранжевої механіки. Листування вчених привело до створення варіаційного числення (термін придумав Ейлер в 1766 році).

## Доведення
Доведення одновимірного рівняння Ейлера — Лагранжа є одним з класичних доведень в математиці. Воно ґрунтується на основній лемі варіаційного обчислення.
Ми хочемо знайти таку функцію {\displaystyle f}, яка задовольняє граничним умовам {\displaystyle f(a)=c}, {\displaystyle f(b)=d} і в якій свого екстремального значення досягає функціонал
{\displaystyle J=\int \limits _{a}^{b}F(x,f(x),f'(x))\,dx.}
Припустимо, що {\displaystyle F} має неперервні перші похідні. Твердження є справедливим і для слабших умов, але доведення для загального випадку є більш складним.
Якщо функція {\displaystyle f} задовольняє граничним умовам і дає екстремум функціоналу, то будь-яка невелика зміна {\displaystyle f}, при якій зберігаються граничні умови, не має зменшувати значення функціоналу {\displaystyle J} (якщо {\displaystyle f} мінімізує його) або  не має збільшувати значення {\displaystyle J} (якщо {\displaystyle f} максимізує). 
Нехай {\displaystyle \eta (x)} — будь-яка диференційовна функція, яка задовольняє умовам {\displaystyle \eta (a)=\eta (b)=0}. Визначимо
{\displaystyle J(\varepsilon )=\int \limits _{a}^{b}F(x,f(x)+\varepsilon \eta (x),f'(x)+\varepsilon \eta '(x))\,dx.}
де {\displaystyle \varepsilon } — довільний параметр.
Оскільки {\displaystyle f} дає екстремум для {\displaystyle J(0)}, то {\displaystyle J'(0)=0}, тобто
{\displaystyle J'(0)=\int \limits _{a}^{b}\left[\eta (x){\frac {\partial F}{\partial f}}+\eta '(x){\frac {\partial F}{\partial f'}}\right]\,dx=0.}
Інтегруючи частинами другий доданок, знаходимо, що
{\displaystyle 0=\int \limits _{a}^{b}\left[{\frac {\partial F}{\partial f}}-{\frac {d}{dx}}{\frac {\partial F}{\partial f'}}\right]\eta (x)\,dx+\left[\eta (x){\frac {\partial F}{\partial f'}}\right]_{a}^{b}.}
Використовуючи граничні умови на {\displaystyle \eta }, отримуємо
{\displaystyle 0=\int \limits _{a}^{b}\left[{\frac {\partial F}{\partial f}}-{\frac {d}{dx}}{\frac {\partial F}{\partial f'}}\right]\eta (x)\,dx.}
Звідси, так як {\displaystyle \eta (x)} — довільна функція, випливає рівняння Ейлера — Лагранжа:
{\displaystyle {\frac {\partial F}{\partial f}}-{\frac {d}{dx}}{\frac {\partial F}{\partial f'}}=0.}
Якщо не вводити граничні умови на {\displaystyle f(x)}, то також потрібні умови трансверсальності:
{\displaystyle {\frac {\partial F}{\partial f'}}(a)=0}
{\displaystyle {\frac {\partial F}{\partial f'}}(b)=0}

## Узагальнення на випадок з вищими похідними
Лагранжіан може також залежати і від похідних функції {\displaystyle f} порядку вищого, ніж перший.
Нехай функціонал, екстремум якого потрібно знайти, заданий у вигляді:
{\displaystyle J=\int \limits _{a}^{b}F(x,f(x),f'(x),f''(x),\ldots ,f^{(n)}(x))\,dx.}
Якщо накласти граничні умови на {\displaystyle f} і на її похідні до порядку {\displaystyle n-1} включно, а також припустити, що {\displaystyle F} має неперервні перші похідні, то можна, застосовуючи інтегрування по частинах кілька разів, вивести аналог рівняння Ейлера — Лагранжа і для цього випадку:
{\displaystyle {\frac {\partial F}{\partial f}}-{\frac {d}{dx}}{\frac {\partial F}{\partial f'}}+{\frac {d^{2}}{dx^{2}}}{\frac {\partial F}{\partial f''}}-\cdots +(-1)^{n}{\frac {d^{n}}{dx^{n}}}{\frac {\partial F}{\partial f^{(n)}}}=0.}
Це рівняння часто називають рівнянням Ейлера — Пуассона.
Два лагранжіана, що відрізняються на повну похідну, дадуть одні і ті ж диференціальні рівняння, однак максимальний порядок похідних в цих лагранжіанах може бути різний. Наприклад, {\displaystyle L_{1}=(f^{\prime }(x))^{2}~,~L_{2}=-f(x)f^{\prime \prime }(x)~,~L_{1}-L_{2}={\frac {d}{dx}}(f(x)f^{\prime }(x))}. Щоб отримати диференціальне рівняння на екстремум, до {\displaystyle L_{1}} досить застосувати «звичайне» рівняння Ейлера — Лагранжа, а для {\displaystyle L_{2}}, оскільки він залежить від другої похідної, потрібно використовувати рівняння Ейлера — Пуассона з відповідним доданком:
{\displaystyle {\frac {\partial L_{1}}{\partial f}}-{\frac {d}{dx}}{\frac {\partial L_{1}}{\partial f'}}=-2f^{\prime \prime }(x),}
{\displaystyle {\frac {\partial L_{2}}{\partial f}}-{\frac {d}{dx}}{\frac {\partial L_{2}}{\partial f'}}+{\frac {d^{2}}{dx^{2}}}{\frac {\partial L_{2}}{\partial f^{\prime \prime }}}=-2f^{\prime \prime }(x),}
і в обох випадках отримується одне і те ж диференційне рівняння {\displaystyle -2f^{\prime \prime }(x)=0}.